# Katzengraben (Presseck)
Katzengraben ist ein Gemeindeteil des Marktes Presseck im Landkreis Kulmbach (Oberfranken, Bayern). Katzengraben liegt in der Gemarkung Wartenfels.

## Geografie
Die Einöde liegt am Westhang einer Erhebung (613 m ü. NHN) des Frankenwaldes. Unmittelbar östlich fließt der Katzengraben, ein rechter Zufluss der Zettlitz. Ein Anliegerweg führt nach Wartenfels (0,4 km südöstlich).

## Geschichte
Gegen Ende des 18. Jahrhunderts bestand Katzengraben aus einem Anwesen. Das Hochgericht übte das bambergische Centamt Wartenfels aus. Das Amt Wartenfels war Grundherr des Gutes.
Mit dem Gemeindeedikt wurde Katzengraben dem 1808 gebildeten Steuerdistrikt Wartenfels und der im selben Jahr gebildeten Ruralgemeinde Wartenfels zugewiesen. Bei der Vergabe der Hausnummern erhielt Katzengraben die Nummer 53 des Ortes Wartenfels. Am 1. Mai 1978 wurde Katzengraben im Rahmen der Gebietsreform in die Gemeinde Presseck eingegliedert.

### Baudenkmal
- Wegkreuz

### Einwohnerentwicklung
| Jahr      | 001818 | 001819 | 001861 | 001871 | 001885 | 001900 | 001925 | 001950 | 001961 | 001970 | 001987 |
| Einwohner |        | 6      | *      | 7      | 6      | 3      | 8      | 6      | 4      | 4      | 6      |
| Häuser    | 1      |        |        |        | 1      | 1      | 1      | 1      | 1      |        | 1      |
| Quelle    | [ 6 ]  | [ 10 ] | [ 11 ] | [ 12 ] | [ 13 ] | [ 14 ] | [ 15 ] | [ 16 ] | [ 17 ] | [ 18 ] | [ 1 ]  |

## Religion
Katzengraben ist katholisch geprägt und nach St. Bartholomäus (Wartenfels) gepfarrt.